# Xavier Ribas
Xavier Ribas Centelles, nacido el 16 de febrero de 1976 en Tarrasa (Cataluña, España), es un jugador de hockey sobre hierba español que juega de defensa y que actualmente milita en el Atlètic Terrassa H.C. de División de Honor.

## Participaciones en Juegos Olímpicos
- Sídney 2000, puesto 9.
- Atenas 2004, puesto 4.
- Pekín 2008, plata olímpica.

## Premios, reconocimientos y distinciones
- Medalla de Plata de la Real Orden del Mérito Deportivo, otorgada por el Consejo Superior de Deportes (2009)
- Medalla de Oro de la Real Orden del Mérito Deportivo, otorgada por el Consejo Superior de Deportes (2011)